# Гвардейски егерски полк
Гвардейският егерски полк (на фински: Kaartin jääkärirykmentti; на шведски: Gardesjägarregementet) е полк от въоръжените сили на Финландия, създаден през 1996 година.
Съставен от 2 батальона и с гарнизон на остров Сантахамина в Хелзинки, той има представителни функции, но е подготвян и за бойни действия в градска среда при отбрана на столицата в случай на война.
Полкът е смятан за символичен продължител на традициите на исторически финландски военни формирования – Трети стрелкови Фински лейбгвардейски батальон (1818-1905), Егерското движение (1915-1918) и Втори егерски батальон от Втората световна война.